# Theodimir
Theodimir (Tiudimer), ostrogotisk kung av amalernas ätt, död 474.
Hans gemål hette Erelieva, med vilken han fick två barn, Amalafrida och Theoderik, sedermera Theoderik den store.